# Anhalt
Per als diferents significats vegeu Anhalt (desambiguació)
Anhalt va ser territori històric de l'actual estat alemany de Saxònia-Anhalt. Originalment fou un comtat i principat del Sacre Imperi Romanogermànic. El 1806 fou elevat a un ducat. Al llarg de la seva història va patir diferents unions i separacions fins a la seva desaparició com estat al 1918.

## Història

### Comtat d'Anhalt
Durant el segle ix, la major part de l'Anhalt formava part del Ducat de Saxònia. El segle XI va passar sota la sobirania d'Esicó de Ballenstedt (que va morir al voltant del 1060). El seu fill va ser Adalbert II (mort al 1080), el fill del qual, Otó el Ric sembla haver estat el primer a portar el títol comte d'Anhalt. Otó va ser el pare d'Albert l'Ós que va unir Anhalt amb el Marcgraviat de Brandenburg. Quan Albert va morir al 1170, el seu fill Bernat, que va rebre el títol de duc de Saxònia al 1180, esdevenia comte de Anhalt. Bernat va morir al 1212, i Anhalt, ja separat de Saxònia, va passar al seu fill Enric I, que al 1218 va agafar el títol de príncep i va ser el fundador real de la casa principesca d'Anhalt. Enric I està inclòs entre els minnesänger pel Còdex Manesse.

### Prínceps d'Anhalt
A la mort d'Enric el 1252, els seus tres fills es van repartir el principat i van fundar, respectivament, les línies d'Aschersleben, Bernburg i Zerbst. La família governant a Aschersleben es va extingir el 1315, i aquest districte va ser subseqüentment incorporat al veí bisbat d'Halberstadt, dividint llavors el territori d'Anhalt-Bernburg en dues parts separades. L'últim príncep de la línia original d'Anhalt-Bernburg va morir el 1468 i les seves terres van ser heretades pels prínceps de l'única línia que romania, la d'Anhalt-Zerbst. Els territoris pertanyents a aquesta branca de la família havien estat dividits el 1396 en Köthen i Dessau. El títol de Bernburg va ser heretat pel príncep Jordi I d'Anhalt-Dessau.
Wolfgang, anomenat el Confessor, que es va convertir en príncep d'Anhalt-Köthen el 1508, va ser el segon governant al món en introduir la Reforma Protestant al seu país. Va ser un dels signants de la Confessió d'Augsburg el 1530, i després de la batalla de Mühlberg el 1547 va ser posat sota Ban imperial i desposseït de les seves terres per l'emperador Carles V. Després de la pau de Passau el 1552 va recomprar el seu principat, però com no tenia descendència va traspassar els dominis el 1562 als seus familiars, els prínceps d'Anhalt-Dessau. Ernest I (+ 1516) va deixar tres fills, Joan V, Jordi III i Joaquim, que van governar les seves terres conjuntament per molts anys, i que va afavorir la doctrina luterana, que es va convertir en dominant a Anhalt. Cap a 1546 els tres germans es van dividir el principat i van fundar les línies de Anhalt-Zerbst, Plötzkau i Dessau. Aquesta divisió, tanmateix, va ser només temporal, l'adquisició de Köthen, i una sèrie de morts entre els prínceps governants, van permetre a Joaquim Ernest, un fill de Joan V, unificar enterament Anhalt sota el seu regnat el 1570.

Mapa mostrant Anhalt el 1648.

Joaquim Ernest va morir el 1586, i els seus cinc fills van governar el territori conjuntament fins al 1603, quan a causa de la falta de primogenitura, Anhalt va ser novament dividida, i les línies de Dessau, Bernburg, Plötzkau, Zerbst i Köthen van ser refundades. El principat va ser devastat durant la Guerra dels Trenta Anys, on en la part més primerenca d'aquest conflicte, Cristià I d'Anhalt-Bernburg va tenir una intervenció important. El 1635 es va assolir un acord entre alguns dels prínceps d'Anhalt, que va donar una certa autoritat al major d'entre els membres de la família, i que li permetia representar al principat en el seu conjunt. Aquest procedir probablement va ser a causa de la necessitat de mantenir una aparença d'unitat en vista de les pertorbacions de la política europea entre els estats.

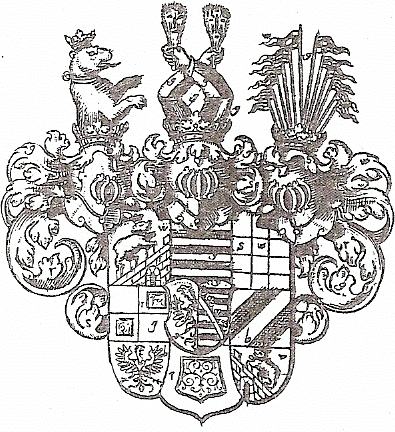
Escut d'armes del ducat el 1703.

El 1665, es va extingir la branca d'Anhalt-Köthen, i d'acord amb un pacte de família aquest districte va ser heretat per Lebrecht d'Anhalt-Plötzkau, que va unir Plötzkau i Bernburg, i va prendre el títol de príncep d'Anhalt-Köthen. El mateix any els prínceps d'Anhalt van decidir que si s'extingia qualsevol de les branques de la família les terres serien repartides a parts iguals entre les restants branques de la família. Aquest acord va ser dut a terme després de la mort de Federic August d'Anhalt-Zerbst en 1793, i Zerbst va ser dividida entre els tres prínceps restants. Durant aquells anys la política dels diferents prínceps va ser marcada, possiblement intencionadament, per una considerable uniformitat. Una o dues vegades el calvinisme va ser afavorit per un príncep, però en general la casa va ser lleial a la doctrina de Martí Luter. El creixement de Prússia va proporcionar a Anhalt un formidable veí, i l'establiment de la primogenitura per totes les branques de la família van prevenir noves divisions del principat.

### Ducats delseglexix

Mapa del ducat d'Anhalt (1861-1918).

Escut d'armes del Ducat d'Anhalt el.

El 1806, Napoleó va elevar els restants estats d'Anhalt-Bernburg, Anhalt-Dessau i Anhalt-Köthen a la categoria de ducats. En aquest temps, Anhalt-Plötzkau i Anhalt-Zerbst ja havien deixat d'existir. Aquests ducats van ser unificats el 1863, a causa de l'extinció de les línies de Köthen i Bernburg. El nou ducat consistia en dues grans porcions de territori, Anhalt Oriental i Occidental, separades per la interposició de part de la província prussiana de Saxònia i cinc exclavaments envoltats per territori prussià: Alsleben, Mühlingen, Dornburg, Gödnitz i Tilkerode-Abberode. La porció oriental i major de totes del ducat estava envoltada pel districte prussià de Potsdam (a la província prussiana de Brandeburg) i per Magdeburg i Merseburg, pertanyents a la província prussiana de Saxònia. La porció occidental i més petita, també anomenada Ducat Superior o Ballenstedt, estava envoltada pels dos últims districtes així com pel Ducat de Brunswick-Lüneburg.
Com a estat unificat, la capital d'Anhalt era Dessau.
Junt amb la caiguda de totes les monarquies alemanyes, el ducat d'Anhalt va ser abolit el 1918-1919 durant la revolució que va succeir al final de la Primera Guerra Mundial. Va ser reemplaçat per l'Estat Lliure d'Anhalt dins de la República de Weimar. Després de la Segona Guerra Mundial, l'Estat Lliure va ser unit a parts de la província prussiana de Saxònia per formar Saxònia-Anhalt. Subseqüentment, Saxònia-Anhalt, dins la República Democràtica Alemanya, va ser dissolta el 1952, però va ser restablerta després de la reunificació alemanya el 1990, i des de llavors ha estat un dels setze Estats Federats (bundesländer) d'Alemanya.

## Geografia
A l'oest, el territori és ondulat i en l'extrem nord-oest, on forma part de les muntanyes Harz, muntanyós, sent el pic de Ramberg el més alt (579 m). Des de l'Harz el territori descendeix suaument fins al riu Saale; i entre aquest riu i l'Elba és particularment fèrtil. A l'est de l'Elba, el terreny és principalment pla i sorrenc, amb extens boscos de pins, intercalades zones pantanoses i riques pastures. L'Elba és el riu principal, interassecant la part més oriental de l'antic ducat d'est en oest, i en Rosslau desemboca el riu Mulde. És Saale és un riu navegable amb direcció nord en la part central del territori i rep el riu Fuhne per la seva dreta, i als rius Wipper i Bode per la seva esquerra.
El clima és generalment suau, encara que menys a les regions més elevades del sud-oest. L'àrea de l'antic ducat és de 2.300 km²; i la població el 1905 era de 328.007 habitants, amb una densitat de població de 909 hab./km²;.

## Població
El territori estava dividit en els districtes de Dessau, Köthen, Zerbst, Bernburg i Ballenstedt, dels quals el de Bernburg era el més poblat, i el de Ballenstedt el que menys. Entre les ciutats, quatre, Dessau, Bernburg, Köthen i Zerbst, tenien una població que superava els 20.000 habitants. Els habitants de l'antic ducat, amb l'excepció de 12.000 catòlics romans i 1.700 jueus, pertanyien a l'Església Evangèlica de l'Estat d'Anhalt. L'autoritat eclesiàstica suprema era el consistori a Dessau; un sínode de 39 membres, elegits per sis anys, es reunia per deliberar sobre les matèries referents a l'organització de l'església. Els catòlics romans quedaven sota la jurisdicció de l'arquebisbat de Paderborn.

## Constitució
El ducat, va ser declarat el 17 de setembre de 1859, en virtut d'una llei fonamental, com una monarquia constitucional. El duc, que portava la dignitat d'"Altesa" ostentava el poder executiu compartint el poder legislatiu amb els Estats. La dieta o landtag estava composta per trenta-sis membres, dels quals dos eren elegits pel duc, vuit eren representants de terratinents amb els majors impostos, dos d'entre classes més elevades de comerciants i de la indústria manufacturera, catorze entre electors de les ciutats i deu dels districtes rurals. Els representants eren elegits per sis anys mitjançant sufragi indirecte i ser majors de vint-i-cinc anys. El duc governava mitjançant un ministre d'estat, que era el cap de tots els departaments -finances, interior, educació, culte públic i estadístiques.

## Governants d'Anhalt

### Comtes d'Anhalt
- Esicó ? ??1059/1060, Primer comte d'Anhalt
- Adalbert (fill) + 1080
- Otó el Ric + 1123
- Albert l'Ós, 1123-1170
- Bernat 1170-1212
- Enric, 1212-1252

Partició entre Anhalt-Aschersleben, Anhalt-Bernburg, i Anhalt-Zerbst el 1252.
A través de diverses subdivisions i reagrupacions van arribar a existir dotze línies, que foren:
- Anhalt-Aschersleben
- Anhalt-Bernburg
- Anhalt-Bernburg-Schaumburg-Hoym
- Anhalt-Dessau
- Anhalt-Dornburg
- Anhalt-Harzgerode
- Anhalt-Köthen
- Anhalt-Mühlingen
- Anhalt-Pless
- Anhalt-Plötzkau
- Anhalt-Zeitz-Hoym
- Anhalt-Zerbst

El 1847 Köthen es va extingir i va passar a Dessau i el 1863 es va extingir Bernburg, passant també a Dessau, que llavors fou simplement el ducat d'Anhalt.

### Ducs d'Anhalt, 1863-1918
- Leopold IV, 1863–1871
- Frederic I, 1871–1904
- Frederic II, 1904–1918
- Eduard, 1918
- Joaquim Ernest, 1918

### Caps de la casa d'Anhalt des de 1918

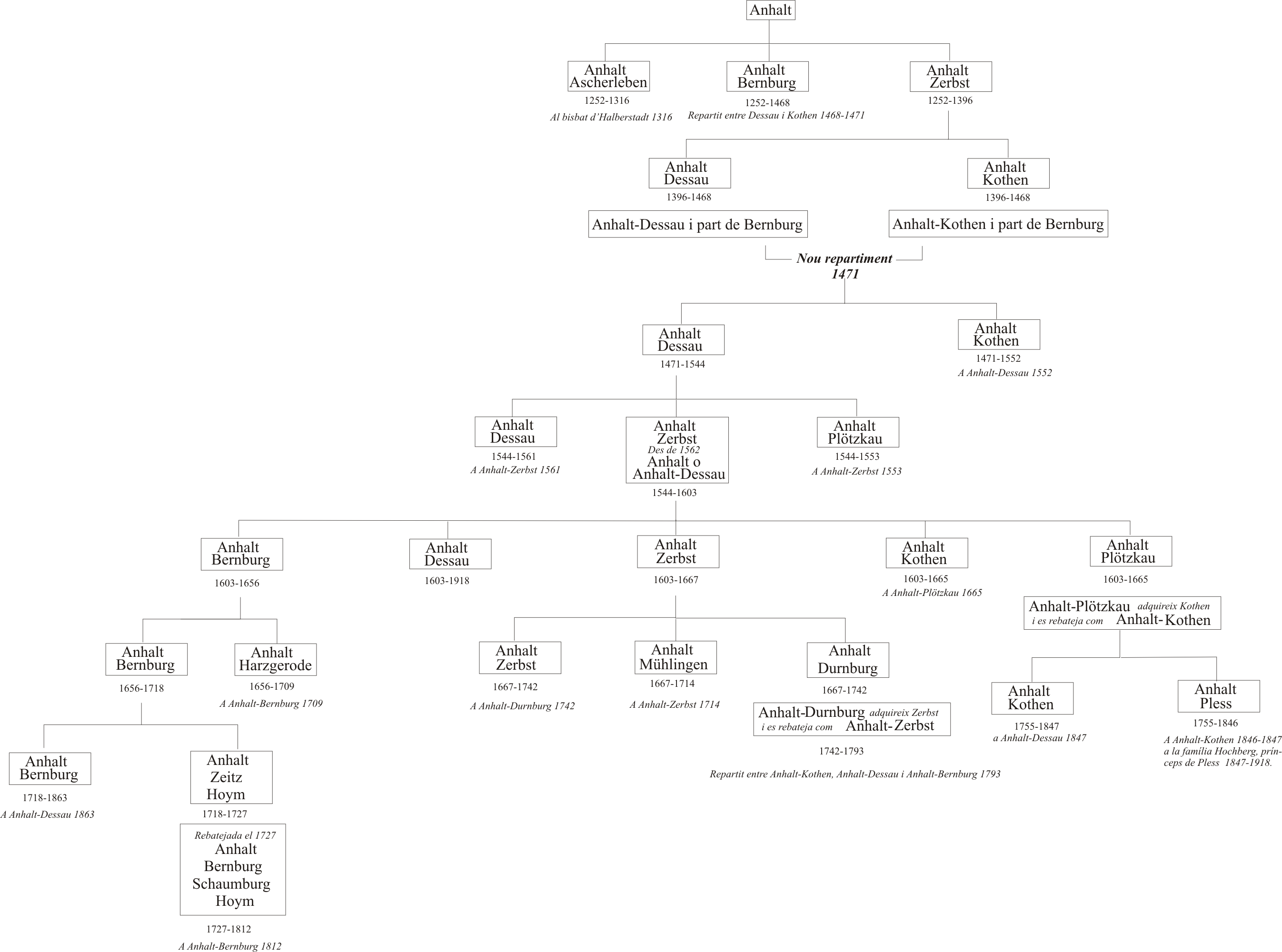
Les línies en què es va dividir la casa d'Anhalt

- Duc Joaquim Ernest, 1918–1947
- Príncep Frederic, 1947–1963
- Príncep Eduard, 1963–present